# Window of Hope
"Window of Hope" is een nummer van de Amerikaanse zangeres Oleta Adams. Het nummer werd uitgebracht op haar album Evolution uit 1993. Op 27 augustus van dat jaar werd het nummer uitgebracht als de tweede single van het album.

## Achtergrond
"Window of Hope" is geschreven door Adams en geproduceerd door Stewart Levine. Adams schreef het nummer nadat zij in de krant las over een zwart tienermeisje dat aan leukemie leed. In een interview vertelde zij hierover: "De jonge kankerpatiënt maakte altijd tekeningen waarop zij afbeeldde wat er aan de andere kant van haar raam gebeurde. Een van de tekeningen die zij maakte was een boom met een paar blaadjes, omdat het winter was. De zusters noemden de tekening 'The Window of Hope' (het raam van hoop). Toen ik dit in de krant las, raakte ik geïnspireerd om het nummer te schrijven. Jaren later ontmoette ik de ouders van het meisje op een conventie. Helaas was zij overleden, maar haar ouders waren dankbaar voor het nummer."
"Window of Hope" gaat over het christelijke geloof van Adams, alhoewel het subtieler wordt genoemd dan in een aantal van haar andere nummers. In het nummer beschrijft zij een donkere ruimte, waarin iemand zich zorgen maakt over de problemen in diens leven. Toch schijnt er door een raam een sprankje licht in de kamer, wat deze persoon hoop geeft.
"Window of Hope" werd een hit in een aantal landen. In Duitsland kwam het tot plaats 51. In Nederland bereikte het respectievelijk de achttiende en de dertiende plaats in de Top 40 en de Mega Top 50. In Vlaanderen kwam het tot plaats 43 in de voorloper van de Ultratop 50.

## Hitnoteringen

### Nederlandse Top 40
| Hitnotering: 16-10-1993 t/m 27-11-1993 | Hitnotering: 16-10-1993 t/m 27-11-1993 | Hitnotering: 16-10-1993 t/m 27-11-1993 | Hitnotering: 16-10-1993 t/m 27-11-1993 | Hitnotering: 16-10-1993 t/m 27-11-1993 | Hitnotering: 16-10-1993 t/m 27-11-1993 | Hitnotering: 16-10-1993 t/m 27-11-1993 | Hitnotering: 16-10-1993 t/m 27-11-1993 | Hitnotering: 16-10-1993 t/m 27-11-1993 |
| Week                                   | 1                                      | 2                                      | 3                                      | 4                                      | 5                                      | 6                                      | 7                                      |                                        |
| -------------------------------------- | -------------------------------------- | -------------------------------------- | -------------------------------------- | -------------------------------------- | -------------------------------------- | -------------------------------------- | -------------------------------------- | -------------------------------------- |
| Positie                                | 33                                     | 26                                     | 23                                     | 20                                     | 18                                     | 21                                     | 29                                     | uit                                    |

### Mega Top 50
| Hitnotering: 02-10-1993 t/m 11-12-1993 | Hitnotering: 02-10-1993 t/m 11-12-1993 | Hitnotering: 02-10-1993 t/m 11-12-1993 | Hitnotering: 02-10-1993 t/m 11-12-1993 | Hitnotering: 02-10-1993 t/m 11-12-1993 | Hitnotering: 02-10-1993 t/m 11-12-1993 | Hitnotering: 02-10-1993 t/m 11-12-1993 | Hitnotering: 02-10-1993 t/m 11-12-1993 | Hitnotering: 02-10-1993 t/m 11-12-1993 | Hitnotering: 02-10-1993 t/m 11-12-1993 | Hitnotering: 02-10-1993 t/m 11-12-1993 | Hitnotering: 02-10-1993 t/m 11-12-1993 | Hitnotering: 02-10-1993 t/m 11-12-1993 |
| Week                                   | 1                                      | 2                                      | 3                                      | 4                                      | 5                                      | 6                                      | 7                                      | 8                                      | 9                                      | 10                                     | 11                                     |                                        |
| -------------------------------------- | -------------------------------------- | -------------------------------------- | -------------------------------------- | -------------------------------------- | -------------------------------------- | -------------------------------------- | -------------------------------------- | -------------------------------------- | -------------------------------------- | -------------------------------------- | -------------------------------------- | -------------------------------------- |
| Positie                                | 46                                     | 42                                     | 39                                     | 34                                     | 25                                     | 20                                     | 16                                     | 13                                     | 13                                     | 20                                     | 30                                     | uit                                    |

### NPO Radio 2 Top 2000
| Nummer met noteringen in de NPO Radio 2 Top 2000 | '99  | '00 | '01  | '02  | '03  | '04  | '05  | '06  | '07  | '08  | '09 | '10  | '11  | '12 | '13  | '14  |
| ------------------------------------------------ | ---- | --- | ---- | ---- | ---- | ---- | ---- | ---- | ---- | ---- | --- | ---- | ---- | --- | ---- | ---- |
| Window of Hope                                   | 1111 | -   | 1811 | 1390 | 1213 | 1489 | 1432 | 1579 | 1380 | 1445 | -   | 1777 | 1715 | -   | 1999 | 1980 |

1. ↑  Een '-' betekent dat het nummer niet was genoteerd en een vetgedrukt getal geeft de hoogste notering aan.
2. ↑  Deze tabel is bijgewerkt tot en met de laatste editie (2024).